# Rudolf Eichstaedt
Rudolf Eichstaedt (* 20. April 1857 in Berlin; † 15. Dezember 1924 ebenda) war ein deutscher Genre-, Porträt- und Historienmaler. Bekannt wurde er durch sein Gemälde Viktoria! – Die Rückkehr der Quadriga 1814. Es stellt den bejubelten Einzug der von Napoleon geraubten und nach dem Sieg von 1814 von den preußischen Truppen unter Blücher zurückgebrachten Quadriga vor den Toren Berlins dar. Es befindet sich heute im Deutschen Historischen Museum in Berlin.

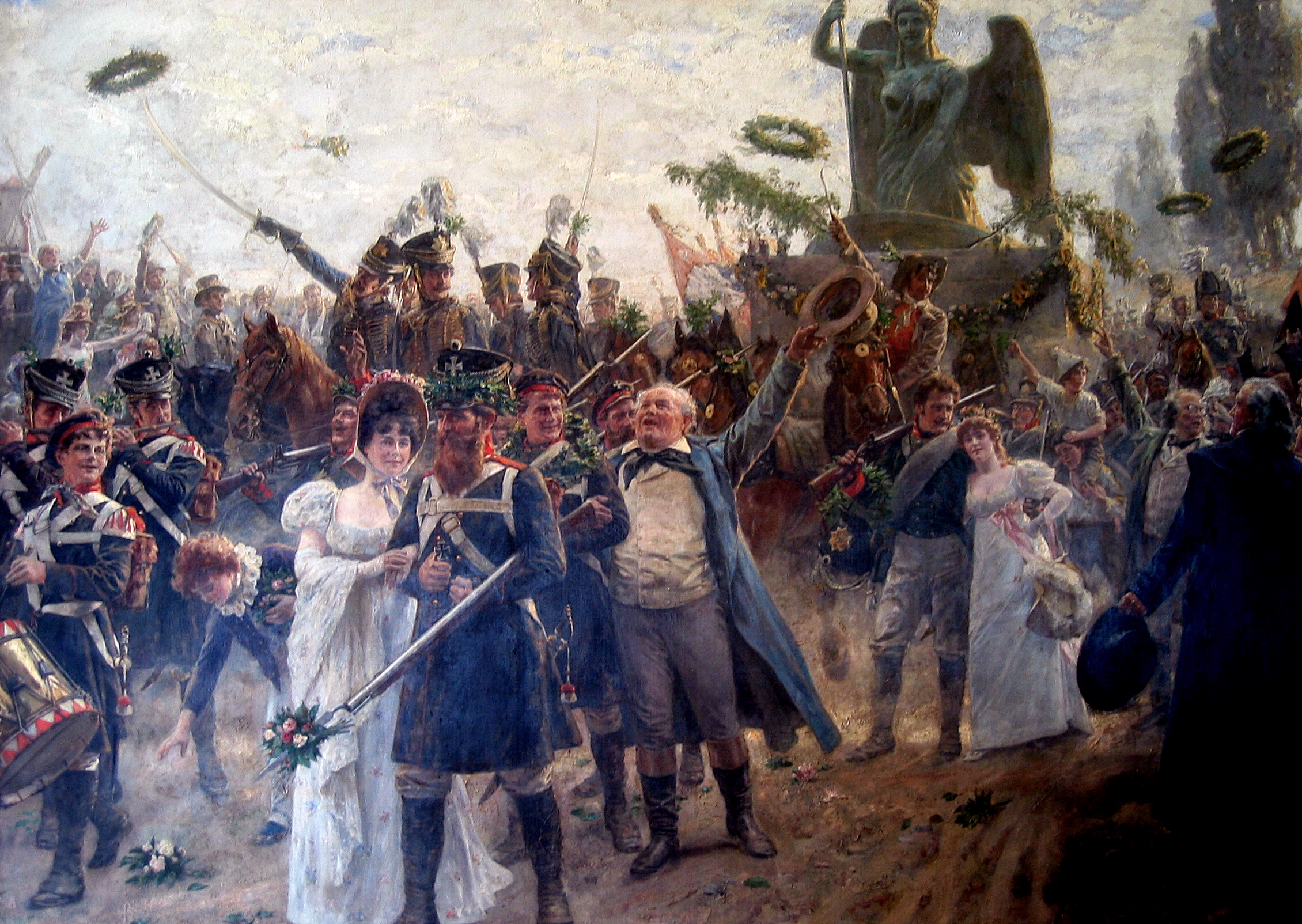
Viktoria! – Die Rückkehr der Quadriga 1814

## Leben und Werk
Von 1877 bis 1880 besuchte Eichstaedt die Hochschule für die bildenden Künste in Berlin, anschließend arbeitete er im Atelier Georg Bleibtreu an dessen geschichtlichen Wandgemälden. Historische Stoffe bildeten auch später den Schwerpunkt in Eichstaedts Werk. Unter Friedrich Geselschap arbeitet der Künstler an allegorischen Ruhmesdarstellungen des Berliner Zeughauses.
Eichstaedt unternahm Studienreisen nach Paris und Italien, wo er sich länger aufhielt. Nachdem er noch 1889 zu Studien nach Paris und 1890 nach Holland gereist war, nahm er seinen Wohnsitz in Berlin. Neben geschichtlichen Themen malte Eichstaedt vor allem Genreszenen und Porträts. Neben Darstellungen historischer Persönlichkeiten wie Blücher und Prinz Wilhelm, schuf er Gemälde von bereits verstorbenen Künstlerpersönlichkeiten wie Johann Sebastian Bach, Ludwig van Beethoven und Johann Wolfgang von Goethe. Seine Malerei fand durch die Lebendigkeit der Darstellung, die Wärme der Empfindung und durch ihre koloristischen Vorzüge allgemeinen Beifall. Nach seinen Gemälden sind zahlreiche Stiche und Reproduktionen angefertigt worden.

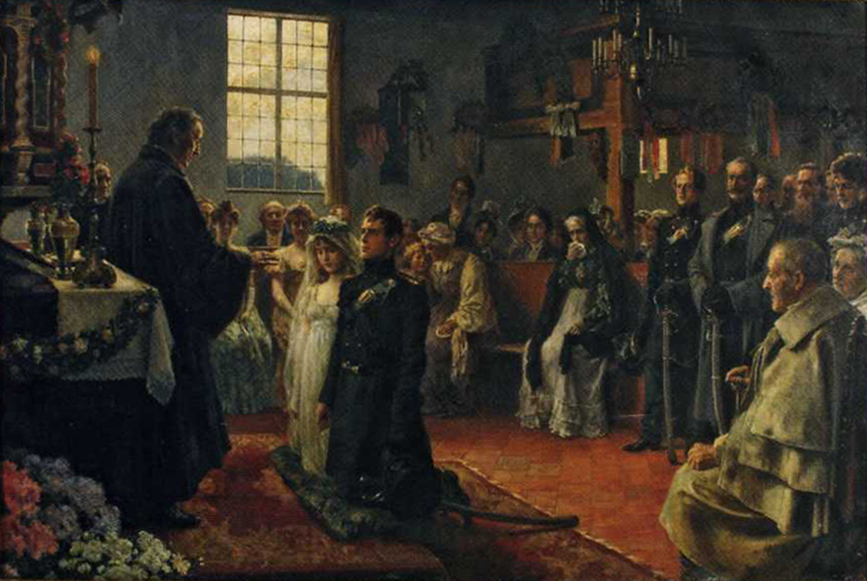
Vor dem Auszug der Lützower Jäger um 1907/08

## Gemälde (Auswahl)
- Theodor Körner liest den Kampfgenossen seine Freiheitslieder vor (1892)
- Königin Luise vor Kaiser Napoleon (1895)[3][4]
- Die Hoffnung des Frühlings (1895)
- Viktoria! – Die Rückkehr der Quadriga 1814; Öl auf Leinwand, Größe 190 × 290 cm, (1896)
- Christus und die Jünger von Emmaus (1899)
- Bach spielt vor Friedrich dem Großen
- Portrait des jungen Giovanni Segantini; Öl auf Leinwand, Größe 46 × 36 cm
- Richard Wagner am Flügel[5]; Öl auf Leinwand, Größe 121.3 × 150 cm

## Ausstellungen
- Große Gemäldeausstellung des Kunstvereins in Bremen, 1888[6]

## Auszeichnungen
- 1882 erhielt er für das Gemälde Der barmherzige Samariter den großen Staatspreis der Königlich Preussischen Akademie der Künste zu einem zweijährigen Aufenthalt in Italien.
- 1894 erhielt er für das Gemälde Blücher empfängt 1815 bei Genappe die erbeuteten Orden, Hut und Degen Napoleons die kleine goldene Medaille der Großen Berliner Kunstausstellung.